# Paideuma
Paideuma (vom griechischen παίδευμα, abgeleitet von pais, ‚Kind‘ oder ‚Knabe‘) bezeichnet die Erziehung, auch die Selbsterziehung. 
In der Studie Paideuma. Umrisse einer Seelen- und Kulturlehre (1921) geht der Kulturanthropologe Leo Frobenius davon aus, dass jede menschliche Kultur eine Art von Organismus darstelle und dass dies dazu führe, dass eine Kultur keine bloße Ansammlung von Erscheinungen (z. B. Kunstwerken, Techniken) sei, sondern die Manifestation eines von ihrer Umwelt und durch ihre (Selbst-)Erziehung gebildeten und geprägten Lebensgefühls. Daher habe jede einen bestimmten einzigartigen Kulturstil. Dieser sei von einer bestimmten Mentalität (Seelenlage) geprägt, und sein Begriff Paideuma bezeichnet diese.
Jede einzelne Kulturerscheinung sei in ihrer Entstehung immer Ausdruck dieses Paideuma.
Vgl. auch Oswald Spengler.